# Święta Rodzina (obraz Goi)
Święta Rodzina (hiszp. Sagrada Familia) – obraz olejny hiszpańskiego malarza Francisca Goi (1746–1828). Obecnie znajduje się w zbiorach Muzeum Prado.
Obraz przedstawia Matkę Boską z Dzieciątkiem na ręku, świętego Józefa i małego św. Jana Chrzciciela. Istotnym elementem obrazu jest będący typowym zabiegiem tenebryzmu mocny strumień światła, który wydobywa postaci z ciemności. Twarze są dość wyidealizowane, zwłaszcza twarz Marii odznacza się szczególnym pięknem, podczas gdy wizerunek Józefa jest bardziej naturalistyczny. Józef pozostaje także w półmroku, co jest typowe dla renesansowych kompozycji.
Święta Rodzina jest przykładem wczesnej twórczości Goi. Obraz powstał w Madrycie w latach 1775–1780, w okresie, w którym malarz zaczynał swoją pracę na dworze królewskim i tworzył według obowiązujących kanonów. Dzieło jest utrzymane w obowiązującym stylu neoklasycznym reprezentowanym przez nadwornych malarzy Francisca Bayeu i Mengsa. Goya namalował Świętą Rodzinę dla Bazyliki Nuestra Señora del Pilar w Saragossie, której budowa była na ukończeniu. Obraz został jednak odrzucony, dlatego malarz sprzedał go Manuelowi Chávez. Spadkobiercy Chaveza sprzedali obraz do Muzeum Prado w 1877 roku za (wysoką) cenę 8000 peset.
Niektórzy historycy sztuki mają wątpliwości co do tej atrybucji, ze względu na styl malarski mało charakterystyczny dla Goi. Przeprowadzone badania opierają się zatem głównie na porównaniach z innymi dziełami Goi z tego okresu. Wykazano podobieństwa w kompozycji, malowaniu tkanin oraz użyciu światła i wyborze kolorów. Wątpliwości wzbudza natomiast brak typowych dla Goi lekkich pociągnięć pędzla i nakładających się odcieni.